# Pärlgrå högstjärt
Pärlgrå högstjärt (Clostera pigra) är en fjärilsart som beskrevs av Johann Siegfried Hufnagel. 1766. Pärlgrå högstjärt ingår i släktet Clostera och familjen tandspinnare. Arten är reproducerande i Sverige. Inga underarter finns listade.

## Bildgalleri

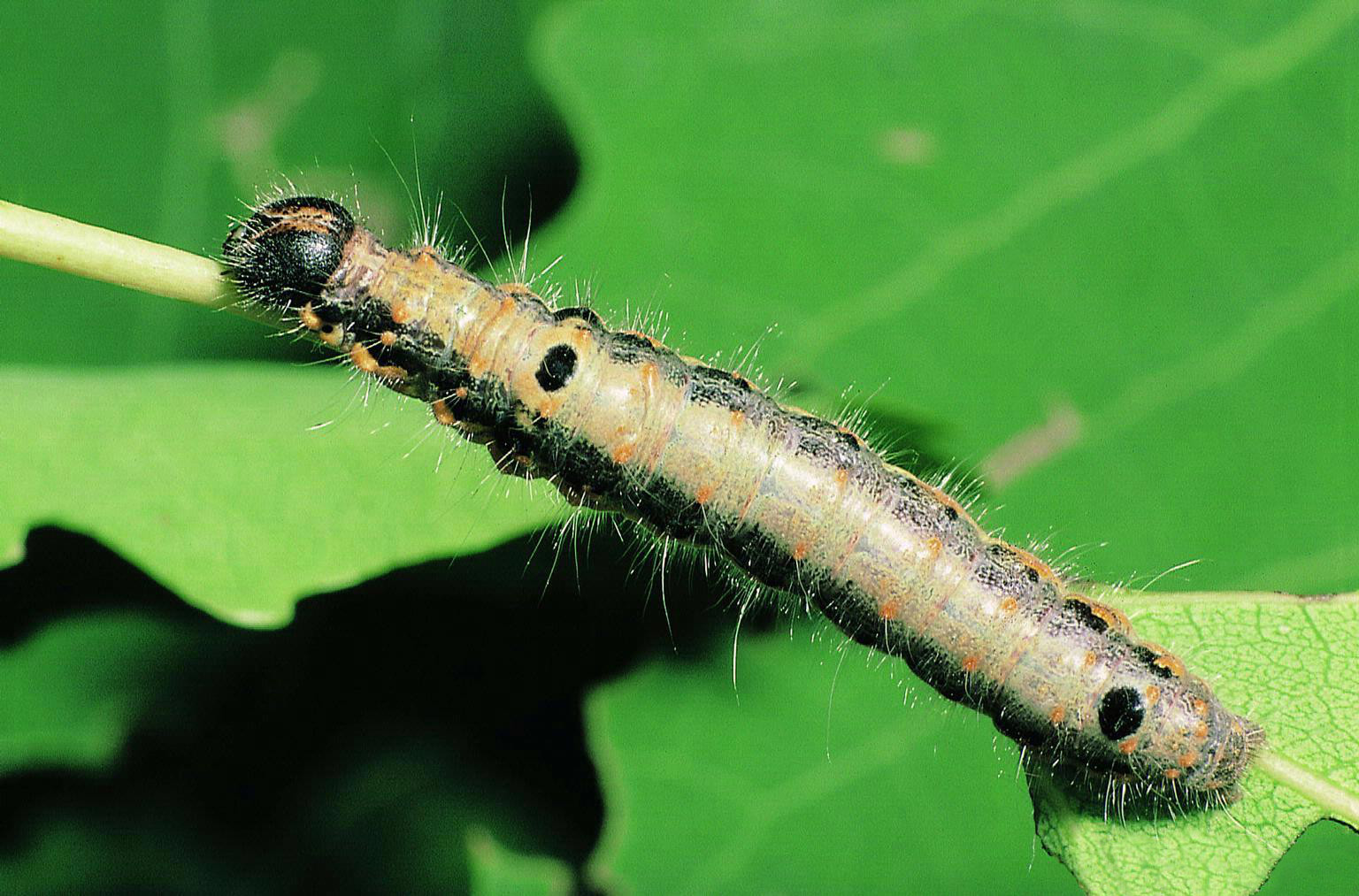